# Czerwonak (gromada)
Czerwonak – dawna gromada, czyli najmniejsza jednostka podziału terytorialnego Polskiej Rzeczypospolitej Ludowej w latach 1954–1972.
Gromady, z gromadzkimi radami narodowymi (GRN) jako organami władzy najniższego stopnia na wsi, funkcjonowały od reformy reorganizującej administrację wiejską przeprowadzonej jesienią 1954 do momentu ich zniesienia z dniem 1 stycznia 1973, tym samym wypierając organizację gminną w latach 1954–1972.
Gromadę Czerwonak z siedzibą GRN w Czerwonaku utworzono – jako jedną z 8759 gromad na obszarze Polski – w powiecie poznańskim w woj. poznańskim, na mocy uchwały nr 33/54 WRN w Poznaniu z dnia 5 października 1954. W skład jednostki weszły obszary dotychczasowych gromad Czerwonak i Koziegłowy oraz miejscowość Kicin z dotychczasowej gromady Kicin ze zniesionej gminy Czerwonak w tymże powiecie. Dla gromady ustalono 24 członków gromadzkiej rady narodowej.
4 lipca 1968 do gromady Czerwonak włączono obszar zniesionej gromady Owińska w tymże powiecie.
31 grudnia 1971 do gromady Czerwonak włączono miejscowości Dębogóra, Kliny i Mielno ze zniesionej gromady Kobylnica w tymże powiecie.
Gromada przetrwała do końca 1972 roku, czyli do kolejnej reformy gminnej. 1 stycznia 1973 w powiecie poznańskim reaktywowano gminę Czerwonak.